# Cantón de Arleux
El cantón de Arleux era una división administrativa francesa, que estaba situada en el departamento de Norte y la región de Norte-Paso de Calais.

## Composición
El cantón estaba formado por quince comunas:
- Arleux
- Aubigny-au-Bac
- Brunémont
- Bugnicourt
- Cantin
- Erchin
- Estrées
- Féchain
- Fressain
- Gœulzin
- Hamel
- Lécluse
- Marcq-en-Ostrevent
- Monchecourt
- Villers-au-Tertre

## Supresión del cantón de Arleux
En aplicación del Decreto nº 2014-167 de 17 de febrero de 2014, el cantón de Arleux fue suprimido el 22 de marzo de 2015 y sus 15 comunas pasaron a formar parte del nuevo cantón de Aniche.